# Potočani (miasto Zvornik)
Potočani (cyr. Поточани) – wieś w Bośni i Hercegowinie, w Republice Serbskiej, w mieście Zvornik. W 2013 roku liczyła 229 mieszkańców.